# 20-й стрелковый полк
20-й стрелковый полк — воинская часть Русской императорской армии. Полковой праздник отмечался 30 августа. Старшинство по состоянию на 1910 год: с 13 августа 1864 года.

## История
13 августа 1864 года был сформирован 2-й резервный стрелковый батальон. 8 сентября 1870 года переименован в 20-й стрелковый батальон. 31 декабря 1888 года, после проведения реформирования в полк, состоявший из двух батальонов, получил наименование «20-й стрелковый полк». 14 января 1891 года полку пожаловано простое знамя, не содержащее надписи (единственное знамя полка за всё время его существования).
20-й стрелковый полк входил в состав 5-й стрелковой бригады.
В 1900—1901 годах полк принимал участие в Китайской кампании в составе Десантного корпуса. В 1900 году, в составе своей бригады, через Одессу, по морским путям, был переброшен в Порт-Артур, но в сражениях не участвовал и в 1901 году по железным дорогам возвращён обратно в Сувалки (Виленский военный округ), на постоянное место дислокации.
В 1904—1905 годах принимал участие в русско-японской войне. В 1904 году полк, отмобилизованный по штатам военного времени, в составе 5-й стрелковой бригады, по железным дорогам был переброшен в Маньчжурию. В 1905 году в составе своей бригады, включенной в 1-й Сводный стрелковый корпус, принимал участие в сражениях.  Весной 1905 года в составе полка было 4 батальона, однако в 1906 году их количество вновь сократили до двух. В 1906 году полк возвращён обратно в Сувалки. 12 ноября 1906 года офицерам полка были пожалованы шейные офицерские знаки, а нижним чинам — знаки на головные уборы с надписями «За отличие в войну с Японией в 1905 году».
В 1914—1918 годах принимал участие в Первой мировой войне. В 1915 году в составе полка было снова 4 батальона.

## Знаки отличия полка по состоянию на 1910 год
- простое знамя без надписи, пожалованное 14 января 1891 года[1].
- шейные офицерские знаки для офицеров и знаки на головные уборы для нижних чинов с надписью «За отличие в войну с Японией в 1905 году»[1].

## Командиры полка
- 08.09.1873 — 15.02.1876 — полковник Жданко, Никодим Михайлович
- 03.03.1876 — хх.хх.1879 — подполковник Обручев, Афанасий Александрович
- 02.09.1887 — 04.12.1895 — полковник Глебов, Николай Иванович[2]
- 18.12.1895 — 23.06.1901 — полковник Кондратенко, Роман Исидорович
- 08.07.1901 — 06.07.1904 — полковник Ресин, Александр Алексеевич
- 29.07.1904 — 23.02.1907 — полковник Стемповский, Людомир Казимирович
- 23.02.1907 — 12.11.1907 — полковник Джонсон, Герберт Георгиевич
- 28.11.1907 — 11.04.1911 — полковник Сереженко, Николай Александрович[2]
- 11.04.1911 — 11.05.1915 — полковник Тарановский, Виктор Петрович
- 12.05.1915 — хх.хх.хххх — полковник Чарторыйский, Владимир Владиславович